# Bargłowa Góra
Bargłowa Góra, Bargowa Góra (686 m) – wzniesienie w paśmie Koskowej Góry w Beskidzie Makowskim. Nie znajduje się w głównym grzbiecie tego pasma, lecz w bocznym, południowym grzbiecie Koskowej Góry, pomiędzy Syrkówką (782 m) a Magurką (787 m). Wschodnie stoki Bargłowej Góry opadają do doliny potoku Bogdanówka, północne i południowe do dolin dwóch uchodzących do niej potoków. Partie wierchołkowe są porośnięte lasem, dolną część stoków zajmują pola uprawne i zabudowania miejscowości Bogdanówka i Skomielna Czarna.